# Mujeres de Arena y Otras Historia
Mujeres de Arena y Otras Historia è un album di Amilcar Soto Rodriguez prodotto con la partecipazione de I Solisti Veneti e Susana Baca, il genere spazia tra il Jazz, Latin, Funk / Soul, Folk, World e Country. 
È stato realizzato presso lo Studio 2 di Padova l'11 aprile 2021 e pubblicato dalla Rehegoo Music Group.
Questo album contiene 8 brani registrati e mixati da Cristopher Bacco.

## Tracce
1. Mujeres de Arena – 5:03
2. Y Fue Siempre Màs – 4:40
3. Avion de Papel – 6:22
4. Afro Mestizo – 6:19
5. Aire de Nieve – 7:54
6. Aceptando Estar Sin Ti – 3:53
7. El Narrador de Historias – 7:15
8. Recuerdos de Villa – 3:27